# Kolnavling
Kolnavling (Faerberia carbonaria) är en svampart som först beskrevs av Alb. & Schwein., och fick sitt nu gällande namn av Zdeněk Pouzar 1981. Kolnavling ingår i släktet Faerberia och familjen Polyporaceae. Arten är reproducerande i Sverige. Inga underarter finns listade i Catalogue of Life.